# پک یونگ-سون
پک یونگ-سون (انگلیسی: Pak Yung-sun؛ ۲۲ اوت ۱۹۵۷ – ۱ ژانویه ۱۹۸۸) یک بازیکن پینگ‌پنگ اهل کره شمالی بود.